# Campeonato Europeo de Patinaje Artístico sobre Hielo de 1965
El LVI Campeonato Europeo de Patinaje Artístico sobre Hielo se realizó en Moscú (URSS) del 11 al 15 de febrero de 1965. Fue organizado por la Unión Internacional de Patinaje sobre Hielo (ISU) y la Federación Soviética de Patinaje sobre Hielo.

## Resultados

### Masculino
| Puesto | Nombre          | País    | Puntos |
| ------ | --------------- | ------- | ------ |
| Oro    | Emmerich Danzer | Austria |        |
| Plata  | Alain Calmat    | Francia |        |
| Bronce | Peter Jonas     | Austria |        |

### Femenino
| Puesto | Nombre                | País        | Puntos |
| ------ | --------------------- | ----------- | ------ |
| Oro    | Regine Heitzer        | Austria     |        |
| Plata  | Sally-Anne Stapleford | Reino Unido |        |
| Bronce | Nicole Hassler        | Francia     |        |

### Parejas
| Puesto | Nombre                              | País            | Puntos |
| ------ | ----------------------------------- | --------------- | ------ |
| Oro    | Liudmila Belusova / Oleg Protopopov | Unión Soviética |        |
| Plata  | Gerda Johner / Rudi Johner          | Suiza           |        |
| Bronce | Tatiana Zhuk / Alexandr Gorelik     | Unión Soviética |        |

### Danza en hielo
| Puesto | Nombre                               | País           | Puntos |
| ------ | ------------------------------------ | -------------- | ------ |
| Oro    | Eva Romanová / Pavel Roman           | Checoslovaquia |        |
| Plata  | Janet Sawbridge / David Hickinbottom | Reino Unido    |        |
| Bronce | Yvonne Suddick / Roger Kennerson     | Reino Unido    |        |

## Medallero
| Núm. | País            | Oro | Plata | Bronce | Total |
| ---- | --------------- | --- | ----- | ------ | ----- |
| 1    | Austria         | 2   | 0     | 1      | 3     |
| 2    | Unión Soviética | 1   | 0     | 1      | 2     |
| 3    | Checoslovaquia  | 1   | 0     | 0      | 1     |
| 4    | Reino Unido     | 0   | 2     | 1      | 3     |
| 5    | Francia         | 0   | 1     | 1      | 2     |
| 6    | Suiza           | 0   | 1     | 0      | 1     |
|      | TOTAL           | 4   | 4     | 4      | 12    |